# Akademie komorní hudby
Akademie komorní hudby (AKH) je spolek, který se věnuje podpoře mladých talentů a vzdělávání v oboru komorní hry. Výuka je realizována formou projektů, během kterých stipendisté připravují pod vedením lektorů program, jenž je v závěru proveden na několika návazných koncertech. V roce 2022 poskytuje AKH stipendia ve formě lektorského vedení, stravy a ubytování 17 studentům z České a Slovenské republiky, kteří studují na prestižních tuzemských a evropských hudebních univerzitách. Uměleckým vedoucím Akademie komorní hudby je český violoncellista Tomáš Jamník.

## Historie
Akademie komorní hudby byla založena v roce 2015 Tomášem Jamníkem. Od té doby působí především na území Středočeského kraje a v Praze, díky úzké spolupráci s německou nadací Villa Musica Rheinland-Pfalz má mezinárodní přesah a na jejích projektech se podílí i němečtí lektoři a mladí hudebníci. Stipendisté AKH měli možnost vystupovat například v rámci komorních řad České filharmonie a festivalů Pražské jaro a Styriarte v Grazu. Ve Středočeském kraji pravidelně vystupují v Nelahozevsi, Vlašimi, Kutné Hoře, Poděbradech, Kolíně, Niměřicích a dalších městech, dále pak v Praze, Berlíně a Mohuči.

### Stipendisté
Stipendisté AKH jsou pravidelně vybíráni při konkurzech a řadí se ve své generaci k nejzajímavějším hudebníkům a hudebnicím. Stipendisté získávají na tři roky možnost studovat u vybraných lektorů z České republiky a ze zahraničí. Mezi úspěšné stipendisty a absolventy AKH jsou například Anna Paulová (laureátka Mezinárodní hudební soutěže Pražské jaro z roku 2015 a semifinalistka Mezinárodní soutěže ARD v Mnichově 2019), Petr Sedlák (první fagotista Mnichovských symfoniků), Barbora Trnčíková (hobojistka Filharmonie Brno), Tomáš Karpíšek (člen České filharmonie), Anežka Ferencová (zástupkyně vedoucího skupin viol v Symfonickém orchestru Českého rozhlasu) nebo klavírista Matouš Zukal (laureát a nejlepší český účastník na soutěži Pražského jara 2021).
V rámci AKH vznikají také úspěšné komorní soubory, jako je například klavírní trio Trio Incendio[nedostupný zdroj] (vítězové soutěží Gianni Bergamo Classic Music Award v Luganu, Coop Music Awards v Cremoně či Soutěže Bohuslava Martinů), které založili houslista Filip Zaykov, violoncellista Vilém Petras a klavíristka Karolína Františová. V roce 2020 vzniklo na kurzech AKH smyčcové kvarteto Kukal Quartet (Eliška Kukalová, Klára Lešková – housle, Šimon Truszka – viola, Vilém Vlček – violoncello), které hned o rok později na soutěži Pražského jara v roce 2021 získalo titul laureáta.

## Lektoři
- Josef Špaček (housle)
- Jan Fišer (housle)
- Jakub Fišer (housle)
- Niklas Liepe (housle)
- Peter Jarůšek (violoncello) - člen Pavel Haas Quartet
- Alexander Hülshoff (violoncello) - umělecký vedoucí nadace Villa Musica
- Tomáš Jamník (violoncello)
- Ivo Kahánek (klavír)
- Egor Egorkin (flétna)
- Irvin Venyš (klarinet)
- Georg Klütsch (fagot)
- Václav Vonášek (fagot)